# 1800 ve fotografii
Tento článek obsahuje významné fotografické události v roce 1800.

## Narození v roce 1800
- 11. února – William Fox Talbot, britský vynálezce fotografie a procesu talbotypie, autor prvního negativu, lingvista a matematik († 17. září 1877)
- ? – Charles Dodgson (kněz), otec spisovatele a fotografa Lewise Carrolla († 21. června 1868)
- ? – Auguste Belloc, francouzský fotograf († 1867)
- ? – Eugène Durieu, francouzský fotograf († 1874)
- ? – Benito R. de Monfort, španělský fotograf, podnikatel a vydavatel († 1871)